# عبداللطیف فلالی
عبداللطیف فلالی (عربی: عبد اللطيف الفلالي؛ زادهٔ ۲۶ ژانویهٔ ۱۹۲۸ – درگذشته ۲۰ مارس ۲۰۰۹) یک سیاست‌مدار اهل مراکش بود. وی از مه ۱۹۹۴ تا فوریه ۱۹۹۸ نخست‌وزیر این کشور بود.